# Louise-Henriette-Gymnasium Oranienburg
Das Louise-Henriette-Gymnasium (kurz: LHG) ist ein Gymnasium im brandenburgischen Oranienburg und wurde, ebenso wie die Stadt, nach Luise Henriette von Oranien in der französischen Schreibweise benannt.

## Geschichte
Da die Kapazitäten des Runge-Gymnasiums nicht mehr ausreichten, beschloss der Landkreis Oberhavel im März 1993 die Errichtung eines zweiten Gymnasiums in der Stadt. Dafür sollte das Stabsgebäude der sowjetischen Garnison saniert werden. Vor seiner Geschichte als Stabsgebäude diente das Haus schon einmal als Schule. Von 1938 bis 1945 beherbergte es die Volksschule Hans Schemm, die jedoch 1945 bei einem Bombenangriff der amerikanischen Luftwaffe am 15. März 1945 zerstört wurde, es kamen dabei die sich im Luftschutzbunker befindenden Lehrkräfte und Schüler ums Leben.
Am 22. August 1994 wurde der Schulbetrieb mit 423 Schülern in 16 Klassen mit 26 Lehrkräften aufgenommen. Die Klassen 8 bis 11 wechselten vom Runge-Gymnasium in das neue Gymnasium. Offiziell wurde das Gebäude am 30. September 1994 zum Tag der offenen Tür eingeweiht. Neben 27 Klassen- und Kursräumen, einem Hörsaal, fünf Fachkabinetten und entsprechenden Vorbereitungsräumen, bietet das Gebäude ein Foyer, Cafeteria, Aula, Verwaltungsräumen und Lehrerzimmer.
Zum Zeitpunkt der Eröffnung hieß die Schule schlicht „Neues Gymnasium“. Der Name Louise-Henriette-Gymnasium in der französischen Schreibweise wurde erst am 29. September 1995, nach einer Umfrage der Schüler in der Stadt, verliehen.
Im Jahr 1998 wurde das Gebäude um eine Dreifelderhalle erweitert, in der nicht nur der Sportunterricht stattfindet, sondern auch zahlreiche Konzerte und Veranstaltungen. Bedingt durch die baulichen Gegebenheiten besteht die Möglichkeit das Sportabitur abzulegen.
Erster Schulleiter war Wolfgang Nitsch bis zum 28. Februar 2003. Von 2003 bis 2013 leitete Doris Elert das Gymnasium. Seit August 2013 ist Gabriele Schiebe Schulleiterin.
Die ersten Abiturienten begründeten die Tradition, vor dem Gymnasium nach dem bestandenen Abitur Rosen zu pflanzen und gaben dem Platz so seinen Namen „Rosengarten“. Im Zentrum des Platzes erhielt das Denkmal der Gefallenen des Ersten Weltkriegs wieder seinen angestammten Platz.

## Sonstiges
Am LHG werden die folgenden vier Fremdsprachen unterrichtet: Englisch, Französisch, Spanisch
und Latein.
Die 10. Klassen der Schule führen jährlich einen Schüleraustausch mit einer niederländischen Schule in Rotterdam durch. Es fanden aber auch schon Austausche mit Polen, Russland und Frankreich statt.

## Konzerte
Seit 2004 findet jährlich ein Benefizkonzert des Stabsmusikkorps der Bundeswehr in der Dreifelderhalle der Schule statt.
Jährlich findet am Freitag vor dem 3. Advent das Weihnachtskonzert sowie im Frühjahr das Frühlingskonzert statt. Das Konzert wird von der Schule organisiert und durchgeführt. Es treten ausschließlich Schülerinnen und Schüler der Schule auf.

## Auszeichnungen
- 2006–2008: Die Schülerzeitung iWAHN wird als beste Schülerzeitung Brandenburgs ausgezeichnet.[2]
- 2014: Die Schülerzeitung „Iwahn 2.0“ erhält einen Sonderpreis des Ministeriums für Bildung, Jugend und Sport Brandenburg[3]